# Dee Dee Sharp
Dee Dee Sharp (születési nevén: Dione LaRue) (Philadelphia, Pennsylvania, 1945. szeptember 9. –) amerikai R&B énekesnő, dalszövegíró. Az 1960-as évek talán legnépszerűbb lányénekese.

## Élete
Korán zongorázni kezdett és énekkarokat vezetett philadelphiai templomokban. 13 éves volt, amikor édesanyja egy autóbaleset során komolyan megsérült. Ekkor a Dione háttérénekesként munkát vállalt.
1962-ben duót énekelt Chubby Checkerrel, és ekkor indult el szólókarrierje is.

## Diszkográfia

### Stúdióalbumok
- It's Mashed Potato Time (1962)
- Songs Of Faith (1962)
- Down To Earth (Chubby Checkerrel közösen, 1962)
- Do The Bird (1963)
- Down Memory Lane (1963)
- Wild (1963)
- Happy Bout The Whole Thing (1975)
- What Color Is Love (1977)
- Dee Dee (1980)

### Válogatásalbumok
- 18 Golden Hits (1963)
- All The Hits (1963)
- Biggest Hits (1963)
- Best of Dee Dee Sharp 1962–1966 (2005)
- Sharp Goes Wild (2006)